# Rosalina Tuyuc
Rosalina Tuyuc Velásquez (nascuda a San Juan Comalapa, departament de Chimaltenango, Guatemala, al 1956) és un activista de drets humans guatemalenca. Va ser escollida com a diputada Congresal al 1995, per la llista nacional del Nuevo Frente Democrático de Guatemala, i va exercir com a Vicepresidenta del Congrés durant aquell període. Tuyuc és Kaqchikel Mayan.
Al juny de 1982, l'exèrcit guatemalenc va segrestar i va assassinar al seu pare, Francisco Tuyuc. Tres anys més tard, el 24 de maig de 1985, el seu marit va patir la mateixa fi. Al 1988, va fundar la Coordinadora Nacional de Vídues de Guatemala (CONAVIGUA). Actualment és una de les principals organitzacions guatemalenques de drets humans.
Al 1994, Tuyuc va ser premiada per l'Ordre Nacional de la Legió d'Honor francesa per les seves activitats humanitàries. El 6 de juliol de 2004, el President Óscar Berger la va nomenar presidenta de la Comisión Nacional de Resarcimiento. Al 2011, va criticar públicament a la comissió per la seva incapacitat d'abordar adequadament el dany causat per la guerra.
La Fundació de Pau Niwano del Japó va atorgar a Tuyuc al 2012 el Niwano Premi de Pau «en reconeixement del seu extraordinari i obstinat treball per la pau, com una valenta activista i líder dels drets humans».